# Yamaha EL
Yamaha EL är en snöskotermodell från Yamaha Motor Company. Modellen fanns endast under året 1973.

## EL-serien år från år
1973 introducerades Yamaha EL433B som var en Yamaha SL433B, skillnaden låg i att den hade elektrisk start och lite mer bekvämligheter. Några andra förändringar var en ny motorkåpa under styret. Den hade bredare spårvidd på skidorna och en annan sekundärvariator än på SL433B.